# ジャマール・チェイス
ジャマール・アンソニー・チェイス（Ja'Marr Anthony Chase, 2000年3月1日 - ）は、アメリカ合衆国ルイジアナ州ハーベイ出身のプロアメリカンフットボール選手。ポジションはワイドレシーバー。NFLのシンシナティ・ベンガルズに所属している。
大学時代に、その後のプロのキャリアに専念するために最終年の2020年シーズンを欠場し、2021年のNFLドラフトでシンシナティ・ベンガルズから1巡目全体5位で指名された。ルーキーシーズンの2021年にプロボウルに選出されたほか、第17週のカンザスシティ・チーフス戦でレシーブ266ヤードを記録し、ルーキーのレシービング記録を更新した。

## 経歴

### 大学時代

#### 2018年
1年目のこの年、LSUの1年生として全14試合に出場し、そのうち8試合に先発出場した。レシーブ23回、313ヤード、3TDを記録してシーズンを終えた。

#### 2019年
2年目にはスターターとして出場し、レシーブ84回（1試合平均21.2回）、1780ヤード、20TDでFBSのレシーブヤードで1位となった。20回のタッチダウンは、翌年にアラバマ大学のWRデヴォンタ・スミスに破られるまで、サウスイースタン・カンファレンス（SEC）記録であった。LSUはこの年のシーズンを無敗で終わり、カレッジフットボールの全米王者決定戦で優勝した。この年、チェイスはカレッジフットボールで最高のレシーバーに与えられる、フレッド・ビレトニコフ賞を受賞した。 さらに、全会一致でオールアメリカンチームにも選ばれた。

#### 2020年
3年目の2020年シーズン開幕の1カ月前、チェイスはNFLでのキャリアに集中するため、オプトアウトすることを発表した。この決断は、当時の新型コロナウイルスの流行によるものではなく、代理人が故障をしないように大学3年目のシーズンを欠場するよう説得したためだと伝えられている。チェイスは、2020年シーズン開幕前からドラフト上位指名されることが確実視されていた。NFLのルールでは、高校を卒業してから3年経たないとドラフト指名されないため、2020年にドラフトに出場することは出来なかった
。

#### 大学時代の通算成績
| Ja'Marr Chase | Ja'Marr Chase | Ja'Marr Chase | Receiving | Receiving  | Receiving      | Receiving |
| 年度          | チーム        | 出場          | レシーブ  | 獲得ヤード | 平均獲得ヤード | TD        |
| ------------- | ------------- | ------------- | --------- | ---------- | -------------- | --------- |
| 2018          | LSU           | 10            | 23        | 313        | 13.6           | 3         |
| 2019          | LSU           | 14            | 84        | 1780       | 21.2           | 20        |
| 通算          | 通算          | 24            | 107       | 2093       | 19.6           | 23        |

### シンシナティ・ベンガルズ
| 身長                    | 体重           | 腕 の 長 さ       | 手 の 大 き さ   | 40Yrd ダ ッ シ ュ | 10Yrd ス プ リ ッ ト | 20Yrd ス プ リ ッ ト | 20Yrd シ ャ ト ル | 3 コ 丨 ン ド リ ル | 垂 直 跳 び      | 立 ち 幅 跳 び      | ワ ン ダ 丨 リ ッ ク |
| ----------------------- | -------------- | ----------------- | ---------------- | ----------------- | -------------------- | -------------------- | ----------------- | ------------------- | ---------------- | ------------------- | -------------------- |
| 6 ft 0+3⁄8 in (184 cm)  | 201 lb (91 kg) | 30+3⁄4 in (78 cm) | 9+5⁄8 in (24 cm) | 4.34 s            | 1.59 s               | 2.51 s               | 3.99 s            | 6.96 s              | 41.0 in (104 cm) | 11 ft 0 in (3.35 m) | 19                   |
| All values from Pro Day |                |                   |                  |                   |                      |                      |                   |                     |                  |                     |                      |

2021年のNFLドラフトで1巡全体5位でシンシナティ・ベンガルズに指名された。ベンガルズには、LSU時代にチームメイトであったQBジョー・バロウも所属しているため、2人は再び同じチームでプレーすることとなった。チェイスはLSUでつけていた背番号1番をそのままつけることになり、ベンガルズ初の背番号1番の選手となった。その後、チームと4年総額3080万ドルのルーキー契約を結んだ。

#### 2021年
第1週のミネソタ・バイキングス戦でデビューし、レシーブ101ヤードと1TDを記録し、チームは延長戦を制して27-24で勝利した。チェイスはその後の2試合でさらに3つのタッチダウンパスをキャッチし、キャリア最初の3試合でタッチダウンパス4つをキャッチしたNFL史上最も若い選手となった 最初の3試合でレシーブ合計220ヤードと4TDを記録して9月のNFL Rookie of The Monthに選ばれた。
第17週のカンザスシティ・チーフス戦で、34-31で勝利した際にレシーブ266ヤードと3TDを記録した。266ヤードはレシーブヤードの球団記録を更新しただけでなく、ルーキーによる1試合のレシーブヤードと、それまでLSU時代のチームメイトだったジャスティン・ジェファーソンが持っていたルーキーによる1シーズンのレシーブヤードのNFL記録も更新した。この年は大学時代のチームメイトでもあったQBバロウとのホットラインによりキャッチ81回、1455ヤード獲得、タッチダウン13回という成績を記録し、チームの第56回スーパーボウル進出に貢献。この年の攻撃部門年間最優秀新人賞・ペプシNFL最優秀新人選手賞を受賞した。

#### 2022年
第6週のニューオーリンズ・セインツ戦で股関節を負傷した。翌週のアトランタ・ファルコンズ戦は先発出場したが、故障が悪化したため途中退場し、その後5試合を欠場した。

#### 2023年
16試合に先発出場し、100レシーブ、1216レシーブ獲得ヤード、7レシービングTDを記録した。

#### 2024年
2024年4月24日、チームから5年目の契約オプションを行使された。シーズンではいずれもNFLトップとなる127レシーブ、1708レシーブ獲得ヤード、17レシービングTDを記録し、2021年のクーパー・カップ以来、スーパーボウル時代では6人目のレシーブ三冠王となった。

#### 2025年
2025年3月18日、ベンガルズと2029年シーズンまでの4年総額1億6100万ドルの契約延長に合意した。年俸4025万ドルは非QBでは史上最高額となった。

## 詳細情報

### 年度別成績

#### レギュラーシーズン
| 年度     | チーム   | 背番号   | 試合 | 試合 | レシーブ | レシーブ | レシーブ         | レシーブ         | レシーブ | ラン | ラン   | ラン             | ラン             | ラン | ファンブル | ファンブル |
| 年度     | チーム   | 背番号   | 出場 | 先発 | 回数     | ヤード   | 平均 獲得 ヤード | 最長 獲得 ヤード | TD       | 回数 | ヤード | 平均 獲得 ヤード | 最長 獲得 ヤード | TD   | 回数       | ロスト     |
| -------- | -------- | -------- | ---- | ---- | -------- | -------- | ---------------- | ---------------- | -------- | ---- | ------ | ---------------- | ---------------- | ---- | ---------- | ---------- |
| 2021     | CIN      | 1        | 17   | 17   | 81       | 1455     | 18.0             | 82               | 13       | 7    | 21     | 3.0              | 10               | 0    | 2          | 1          |
| 2022     | CIN      | 1        | 12   | 12   | 87       | 1046     | 12.0             | 60               | 9        | 5    | 8      | 1.6              | 6                | 0    | 2          | 2          |
| 2023     | CIN      | 1        | 16   | 16   | 100      | 1216     | 12.2             | 76               | 7        | 3    | -6     | -2.0             | 2                | 0    | 1          | 0          |
| 2024     | CIN      | 1        | 17   | 16   | 127      | 1708     | 13.4             | 70               | 17       | 3    | 32     | 10.7             | 14               | 0    | 0          | 0          |
| NFL：4年 | NFL：4年 | NFL：4年 | 62   | 61   | 395      | 5425     | 13.7             | 82               | 46       | 18   | 55     | 3.1              | 14               | 0    | 5          | 3          |

- 2024年度シーズン終了時
- 太字は自身最高記録
- ■はリーグ最高記録

### NFL記録
- 1試合での最多レシービング記録（ルーキー）：266ヤード（2021年）
- シーズン最多レシービング記録（ルーキー）：1429ヤード（2021年）

### ベンガルズ球団記録
- 1試合での最多レシービング記録（ルーキー）：266ヤード（2021年）
- シーズン最多レシーブ数記録：127レシーブ（2024年[18]）
- シーズン最多レシービング記録:1708ヤード（2024年[18]）
- シーズン最多レシービングTD記録（タイ）：17TD（2024年[18]）